# Adam Gregory (Schauspieler)

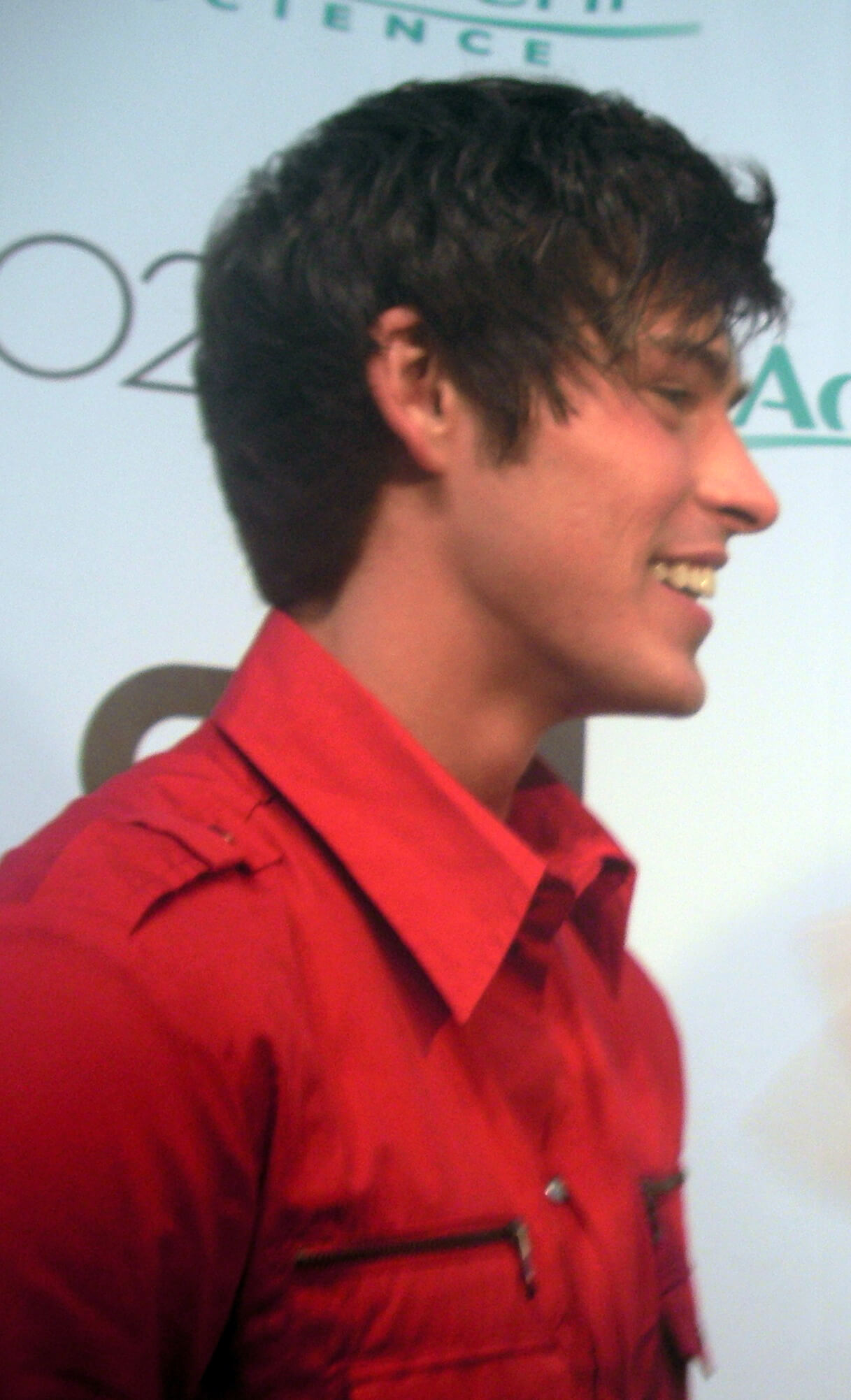
Adam Gregory 2008 bei der Premierenfeier für die Fernsehserie 90210 in Malibu

Adam Gregory (* 28. Dezember 1987 in Cincinnati, Ohio) ist ein US-amerikanischer Schauspieler.

## Leben
Adam Gregory besuchte die Oak Hills High School in Cincinnati, die er 2006 abschloss. Gregory studiert an der Northern Kentucky University in Highland Heights. Seine Schauspielausbildung erhielt er in Los Angeles bei John Homa, Leslie Kahn, John Kirby und Andrew Magarian. Gregory wirkte in US-Kinofilmen und -Fernsehserien mit, darunter im Kinofilm Hannah Montana (2009), in der er Drew spielte. In der Fernsehserie 90210 gab er in neun Episoden 2008 und 2009 Ty Collins, den ehemaligen Freund der weiblichen Hauptrolle Annie Wilson (Shenae Grimes). Im Kinofilm Heartbreakers spielt er Tyler.

## Filmografie
- 2006–2014: Winx Club (Fernsehserie, Stimme)
- 2008: Just Jordan (Fernsehserie)
- 2008: Die Zauberer vom Waverly Place (Fernseh-Sitcom)
- 2008–2009: 90210 (Fernsehserie)
- 2009: 17 Again – Back to High School (17 Again)
- 2009: Hannah Montana – Der Film
- 2010–2014: Reich und Schön (The Bold and the Beautiful)
- 2010: Hard Breakers
- 2014: Saints and Soldiers: Battle of the Tanks
- 2017: The Veil
- 2019: One of the Good Ones

## Musikvideos
- 2009: Ashley Tisdale - It’s Alright, It’s OK